# Portugiesisch-tongaische Beziehungen
Die portugiesisch-tongaischen Beziehungen beschreiben das zwischenstaatliche Verhältnis von Portugal und Tonga. Die Länder unterhalten seit 1983 direkte diplomatische Beziehungen. Sie haben nur sehr wenig historische oder aktuelle Berührungspunkte und daher sehr schwach ausgeprägte bilaterale Beziehungen.

## Geschichte
Die Geschichte der beiden Länder kreuzte sich nicht nennenswert, trotz ihrer sich zeitlich überschneidenden Seefahrer-Vergangenheiten.
Wichtigster Grund für das fehlende Interesse der Portugiesischen Entdeckungsreisenden des 16. und 17. Jahrhunderts war, neben den fehlenden bedeutenden Handelsplätzen, die Lage Tongas, das nach dem Vertrag von Saragossa in die spanische Sphäre fiel. So bestand auch keine portugiesische Motivation, hier eigene Stützpunkte einzurichten.
Nach der vollen Unabhängigkeit Tongas 1970 und der portugiesischen Nelkenrevolution 1974 dauerte es noch einige Jahre, bis die beiden Länder offizialisierte direkte Kontakte aufnahmen.
Am 1. November 1983 richteten Portugal und Tonga erstmals diplomatische Beziehungen ein. Seither ist der portugiesische Botschafter in Australiens Hauptstadt Canberra in Tonga akkreditiert.

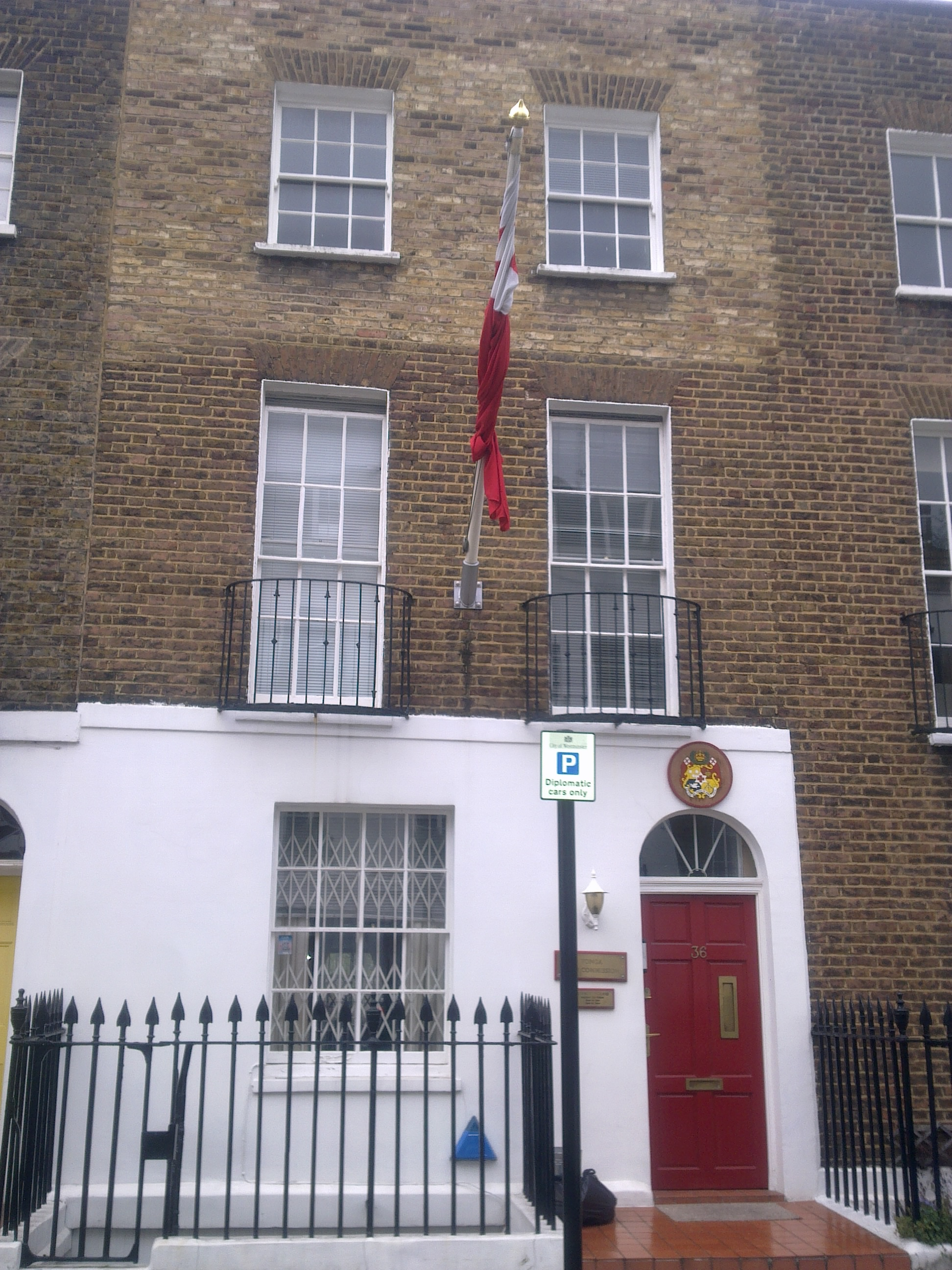
Tongas Vertretung in London ist die einzige Botschaft des Landes in Europa

## Diplomatie
Portugal unterhält keine eigene Botschaft in Tonga, das zum Amtsbezirk der portugiesischen Botschaft in Australien gehört.
Auch Tonga unterhält keine Vertretung in Portugal. Tongas einzige Botschaft in Europa besteht in London und ist die tongaische Kontaktstelle für alle diplomatischen Themen in Europa.
Gegenseitige Konsulate bestehen ebenfalls nicht.

## Wirtschaft
Zwischen Portugal und Tonga findet aktuell kein zählbarer Handel statt. So weist die portugiesische Außenhandelskammer AICEP in ihren Statistiken Zahlen zu allen Ländern der Welt aus, mit denen Portugal Handel treibt, ohne zu Tonga Zahlen anzugeben. Für Tonga zuständig ist die AICEP-Niederlassung in der australischen Metropole Sydney.

## Sport
Im Nationalsport Tongas, dem Rugby Union, sind die tongaische Rugby-Union-Nationalmannschaft und die portugiesische Rugby-Auswahl bisher noch nicht aufeinander getroffen. Tonga nahm an der U20-Weltmeisterschaft 2015 in Portugal teil.
Im portugiesischen Nationalsport Fußball haben die portugiesische Fußballnationalmannschaft und die Auswahl Tongas bisher ebenfalls noch nicht gegeneinander gespielt, ebenso wenig die portugiesische und die tongaische Frauen-Nationalmannschaften (Stand Juni 2024).
Athleten beider Länder trafen bisher meist nur im Rahmen internationaler Veranstaltungen, insbesondere der Olympischen Spiele, zusammen.